# NGC 2126
NGC 2126 is een open sterrenhoop in het sterrenbeeld Voerman. Het hemelobject werd op 12 november 1787 ontdekt door de Duits-Britse astronoom William Herschel.

## HD 40626 (SAO 40801)
Amateurastronomen die deze open sterrenhoop m.b.v. telescopen willen opsporen kunnen gebruik maken van de relatief heldere ster HD 40626 (SAO 40801) in het noordoostelijk gedeelte van deze sterrenhoop. Deze ster van magnitude 6 kan als gidsster fungeren, en staat op 5 graden ten noorden van de ster Menkalinan (β Aurigae).

## Synoniemen
- OCL 418